# Литл-Лакиамьют
Литл-Лакиамьют (англ. Little Luckiamute River) — река в округе Полк на западе штата Орегон, США. Приток Лакиамьют протяжённостью 39 км. Начинается в центральной части западного Орегона возле пика Фанно, впадает в Лакиамьют примерно в 6 км от парка имени Сары Хелмик, расположенного к юго-западу от города Монмут.

## География
Литл-Лакиамьют начинается в центральной части западного Орегона возле пика Фанно. Протекает в основном на восток от истока, параллельна хребту Фанно, который остаётся справа. Слева на порогах в неё впадает Лост-Крик, затем слева в 33,2 км от устья впадает Кэмп-Крик. В 800 м вниз по течению находится водопад. В окрестностях Блэк-Рока в реку впадает левый приток Блэк-Рок-Крик. Несколько миль от Блэк-Рока слева от реки тянется экспериментальный лес Джорджа Т. Герлингера. Сэмс-Крик впадает слева примерно в 1,6 км вниз по течению от Блэк-Рока.
Окружной парк Герлингер находится справа. Слева в реку впадает Датч-Крик, затем справа — Берри-Крик перед тем, как Литл-Лакиамьют достигает водопадов Фолс-Сити и города Фолс-Сити примерно в 21 км от устья. Высота речного водопада в ущелье в городском парке достигает 7,6-10,7 м. Поворачивая на юго-восток, река получает воды Уэймир-Крик слева, затем Тил-Крик справа и проходит по маршруту автомагистрали штата Орегон 223 примерно в 13 км от устья. Ферн-Крик впадает слева чуть дальше трассы 223, а Купер-Крик — примерно в 2,4 км от устья. Впадает в Лакиамьют примерно в 29 км от слияния Лакиамьют с Уилламетт.
Площадь водосбора Литл-Лакиамьют — 140 км².

## Использование
Верховья реки служит для рекреационной ловли лосося Кларка.